# تسلیت
تسلیت (به انگلیسی: Condolences) (از واژۀ لاتین con (به معنی هم) + dolore (به معنی اندوه))، ابراز همدردی با کسی است که دردی ناشی از مرگ، پریشانی عمیق ذهنی یا بدبختی را تجربه می‌کند.
مطالعه‌ای در سال ۲۰۲۰ نشان داد که واژه‌ها تسلیت خاص که توسط پزشکان به بازماندگان سوگوار ارائه می‌شود، می‌تواند در شیوه کارکرد آن بازماندگان از نظر پیامدهای سلامت روانی پس از آن نقش داشته باشد.